# Frédéric Da Rocha
Pour les articles homonymes, voir Rocha.
Frédéric Da Rocha est un footballeur français né le 16 septembre 1974 à Cenon (Gironde).
Recruté par le centre de formation du FC Nantes à 16 ans, il porte le maillot de l'équipe première pendant quatorze saisons de 1995 à 2009. Il y disputa avec les Canaris plus de 500 matchs professionnels et remporta le titre de champion de France en 2001 et deux coupes de France en 1999 et 2000. Après un exil à Boulogne-sur-Mer où il atteint les 413 matches en L1, il revint en Loire-Atlantique réaliser une dernière saison avec l'USJA Carquefou avant de prendre sa retraite.
Son frère cadet, Bruno Da Rocha, a lui aussi été footballeur professionnel.

## Biographie
Frédéric Da Rocha joue d'abord à Cenon, puis rejoint pour une saison l'équipe du SA Mérignac (Gironde) en National Cadets lors de la saison 1989-1990. Il est alors recruté par le centre de formation du FC Nantes.

### FC Nantes (1995-2009)
Attaquant au début de sa carrière (à partir de 1995), il s'imposera finalement comme milieu droit dans l'effectif du FC Nantes. C'est en effet à ce poste qu'il évolue à l'apogée de sa carrière au début des années 2000, période où il fait partie des meilleurs milieux de Ligue 1. Véritable symbole du FCN, c'est un joueur réputé infatigable, faisant preuve d'abnégation sur le terrain.
Après le titre de champion de France acquis en 2001, il refusa des propositions de Liverpool, démontrant son attachement au club. Son amour du maillot nantais et sa débauche d'énergie sur le terrain, valeurs de plus en plus rares, en font l'un des chouchous du stade de la Beaujoire ; un chant a même été créé en son honneur. En 2005, dans un élan de lyrisme le soir d'un maintien obtenu lors de la dernière journée, il prononce cette phrase restée célèbre : "Les légendes  ne meurent jamais".
Arrivé en fin de contrat en 2006, Da Rocha prolonge d'un an avec un salaire revu à la baisse. Parti comme remplaçant en début de saison, il évince du terrain l'international suédois Christian Wilhelmsson recruté par Rudi Roussillon.
Le 25 juin 2007, malgré la relégation du club, et une proposition du Stade de Reims, Frédéric Da Rocha prolonge à nouveau son contrat, cette fois de 2 ans.
Il est ainsi l'un des rares à ne pas quitter le navire, avec Loïc Guillon ou Tony Heurtebis.
Le 30 mai 2009, il joue son dernier match sous les couleurs jaunes et vertes, contre Auxerre. Lors de ce match, les supporters nantais, furieux contre le club qui descend pour la deuxième fois en 3 ans en Ligue 2, déploient une banderole sur laquelle on peut lire « Da Rocha, un brave au milieu des épaves ». Les dirigeants ne lui proposent pas un nouveau contrat, il est donc forcé de quitter le club. À la suite de ce départ, il critiqua la gestion du club faite par Waldemar Kita.

### Fin de carrière (2009-2011)
Le 26 juin 2009, il s'engage avec un club au palmarès vierge, l'US Boulogne CO, promu en Ligue 1, pour un an (avec une option pour un an supplémentaire). Mais il ne prolongera pas à la fin de la saison car Boulogne est relégué en Ligue 2. En novembre 2010, il signe à l'USJA Carquefou, club de CFA où il rejoint son ami Sébastien Le Paih qu'il surnomme Pépé. En outre Da Roch' résidait déjà sur la commune de Carquefou. Il annonce sa retraite fin mai 2011 avant un dernier match le 28 mai 2011.
En 2011, il est le 3e joueur le plus expérimenté en Ligue 1 encore en activité avec 413 matches (derrière Landreau et Batlles).

### Reconversion
Après avoir pris sa retraite professionnelle, Da Rocha exerce en tant qu'éducateur des équipes de jeunes de U15 de l'USJA Carquefou. Il entraîne par la suite la section U18 du club carquefolien qui réalise notamment un beau parcours en coupe Gambardella sous sa direction (1/16e de finale en 2020).
Il prend les rênes de l'équipe première (R2, 7e division nationale) à partir de la saison 2022-2023 à l'issue de laquelle son équipe termine à la première place de son championnat et est promue au niveau supérieur,.

## Statistiques

### Joueur
| Saison                | Club                  | Championnat           | Championnat | Championnat | Coupe nationale | Coupe nationale | Coupe de la Ligue | Coupe de la Ligue | Supercoupe | Supercoupe | Compétition(s) continentale(s) | Compétition(s) continentale(s) | Compétition(s) continentale(s) | Total | Total |
| Saison                | Club                  | Division              | M.          | B.          | M.              | B.              | M.                | B.                | M.         | B.         | Comp.                          | M.                             | B.                             | M.    | B.    |
| 1995-1996             | FC Nantes Atlantique  | Division 1            | 11          | 2           | 2               | 0               | 2                 | 0                 | 0          | 0          | C1                             | 1                              | 0                              | 16    | 2     |
| 1996-1997             | FC Nantes Atlantique  | Division 1            | 28          | 6           | 1               | 0               | 1                 | 0                 | -          | -          | CI                             | 4                              | 0                              | 34    | 6     |
| 1997-1998             | FC Nantes Atlantique  | Division 1            | 33          | 5           | 0               | 0               | 1                 | 0                 | -          | -          | C3                             | 2                              | 0                              | 36    | 5     |
| 1998-1999             | FC Nantes Atlantique  | Division 1            | 30          | 7           | 6               | 0               | 1                 | 0                 | -          | -          | -                              | -                              | -                              | 37    | 7     |
| 1999-2000             | FC Nantes Atlantique  | Division 1            | 32          | 6           | 5               | 2               | 1                 | 0                 | 1          | 0          | C3                             | 5                              | 3                              | 44    | 11    |
| 2000-2001             | FC Nantes Atlantique  | Division 1            | 31          | 4           | 4               | 1               | 3                 | 0                 | 1          | 0          | C3                             | 7                              | 1                              | 46    | 6     |
| 2001-2002             | FC Nantes Atlantique  | Division 1            | 28          | 1           | 1               | 0               | 2                 | 0                 | 1          | 0          | C1                             | 8                              | 1                              | 40    | 2     |
| 2002-2003             | FC Nantes Atlantique  | Ligue 1               | 28          | 2           | 1               | 0               | 3                 | 0                 | -          | -          | -                              | -                              | -                              | 32    | 2     |
| 2003-2004             | FC Nantes Atlantique  | Ligue 1               | 35          | 6           | 3               | 0               | 5                 | 0                 | -          | -          | CI                             | 3                              | 0                              | 46    | 6     |
| 2004-2005             | FC Nantes Atlantique  | Ligue 1               | 28          | 0           | 3               | 0               | 0                 | 0                 | -          | -          | CI                             | 3                              | 1                              | 34    | 1     |
| 2005-2006             | FC Nantes Atlantique  | Ligue 1               | 35          | 2           | 5               | 1               | 2                 | 0                 | -          | -          | -                              | -                              | -                              | 42    | 3     |
| 2006-2007             | FC Nantes Atlantique  | Ligue 1               | 31          | 3           | 4               | 0               | 0                 | 0                 | -          | -          | -                              | -                              | -                              | 35    | 3     |
| 2007-2008             | FC Nantes             | Ligue 2               | 26          | 1           | 4               | 0               | 2                 | 0                 | -          | -          | -                              | -                              | -                              | 32    | 1     |
| 2008-2009             | FC Nantes             | Ligue 1               | 33          | 1           | 1               | 0               | 0                 | 0                 | -          | -          | -                              | -                              | -                              | 34    | 1     |
| Sous-total            | Sous-total            | Sous-total            | 409         | 46          | 40              | 4               | 23                | 0                 | 3          | 0          | -                              | 33                             | 6                              | 508   | 56    |
| 2009-2010             | US Boulogne           | Ligue 1               | 30          | 0           | 2               | 0               | 1                 | 0                 | -          | -          | -                              | -                              | -                              | 33    | 0     |
| 2010-2011             | USJA Carquefou        | CFA                   | 17          | 0           |                 |                 | -                 | -                 | -          | -          | -                              | -                              | -                              | 17    | 0     |
| Total sur la carrière | Total sur la carrière | Total sur la carrière | 456         | 46          | 40              | 4               | 23                | 0                 | 3          | 0          | -                              | 33                             | 6                              | 555   | 56    |

### Entraîneur
Le tableau suivant récapitule les statistiques de Frédéric Da Rocha durant sa carrière d'entraîneur, au 28 novembre 2023.
| Saison                | Club                  | Championnat           | Championnat | Championnat | Championnat | Championnat | Coupe nationale | Coupe nationale | Coupe nationale | Coupe nationale | Coupe régionale | Coupe régionale | Coupe régionale | Coupe régionale | Total  | Total | Total | Total |
| Saison                | Club                  | Division              | Matchs      | V           | N           | D           | Matchs          | V               | N               | D               | Matchs          | V               | N               | D               | Matchs | V     | N     | D     |
| --------------------- | --------------------- | --------------------- | ----------- | ----------- | ----------- | ----------- | --------------- | --------------- | --------------- | --------------- | --------------- | --------------- | --------------- | --------------- | ------ | ----- | ----- | ----- |
| 2022-2023             | USJA Carquefou        | 7                     | 22          | 14          | 5           | 3           | 1               | 0               | 0               | 1               | 8               | 7               | 0               | 1               | 31     | 21    | 5     | 5     |
| 2023-2024             | USJA Carquefou        | 6                     | 7           | 2           | 1           | 4           | 1               | 0               | 0               | 1               | 2               | 1               | 0               | 1               | 10     | 3     | 1     | 6     |
| Total sur la carrière | Total sur la carrière | Total sur la carrière | 29          | 16          | 6           | 7           | 2               | 0               | 0               | 2               | 1               | 0               | 0               | 1               | 41     | 24    | 6     | 11    |

## Palmarès

### En club
| FC Nantes (5) |
| --- |
| - Championnat de France : - Champion : 2001 - Coupe de France : - Vainqueur : 1999 et en 2000 - Trophée des champions : - Vainqueur : 1999 et 2001 - Finaliste : 2000 - Championnat de France de Ligue 2 : - Vice-champion : 2008 - Coupe de la Ligue : - Finaliste : 2004 |

### En équipe de France
- Une sélection A' le 2 juin 1999 (France A' - Allemagne A' (2-1))